# Bryoptera larentiata
Bryoptera larentiata är en fjärilsart som beskrevs av Walker 1860. Bryoptera larentiata ingår i släktet Bryoptera och familjen mätare. Inga underarter finns listade i Catalogue of Life.